# یواس‌اس ال‌اس‌ام (آر)-۱۹۶
یواس‌اس ال‌اس‌ام(آر)-۱۹۶ (به انگلیسی: USS LSM(R)-196) یک کشتی بود که طول آن ۲۰۳ فوت ۶ اینچ (۶۲٫۰۳ متر) بود. این کشتی در سال ۱۹۴۴ ساخته شد.